# Команда за обуку Војске Србије
Команда за обуку (скраћено КзО) је формација Војске Србије, задужена за обуку њених припадника. Основана је 23. априла 2007. године, и њено седиште је у Београду. Команда за обуку руководи свим центрима за обуку Војске Србије.

## Задаци
Задатак Команде за обуку Војске Србије је да управља центрима за обуку, у којима се врши општa и специјалистичка обука припадника Војске Србије, с тим што се ту могу одвијати и обуке припадника страних оружаних формација.

## Организација
- Команда КзО - Београд
  - Командни батаљон Београд
  - Први центар за обуку Војске Србије (Сомбор)
  - Други центар за обуку Војске Србије (Ваљево)
  - Трећи центар за обуку Војске Србије (Лесковац)
  - Центар за обуку Копнене војске (Пожаревац)
  - Центар за обуку логистике (Крушевац)
  - Центар за обуку Ратног Ваздухопловства и ПВО (Батајница)
  - Центар за обуку везе и информатике (Горњи Милановац)
  - Центар за усавршавање кадрова АБХО (Крушевац)
  - Центар за обуку и усавршавање подофицира(Панчево)
  - Команда за развој Банатске бригаде
  - Команда за развој Београдске бригаде
  - Команда за развој Расинске бригаде
  - Команда за развој Тимочке бригаде
  - Интервидовски полигон Пасуљанске ливаде